# Corydalis hongbashanensis
Corydalis hongbashanensis är en vallmoväxtart som beskrevs av Lidén och Y. W. Wang. Corydalis hongbashanensis ingår i släktet nunneörter, och familjen vallmoväxter. Inga underarter finns listade i Catalogue of Life.